# Stawropol
Stawropol (russisch Ста́врополь, von griechisch stavros, Kreuz, und polis, Stadt), von 1935 bis 1943 Woroschilowsk (russisch Вороши́ловск), ist eine Stadt in Russland im Föderationskreis Nordkaukasus mit 398.539 Einwohnern (Stand 14. Oktober 2010). Stawropol ist Hauptstadt der Region Stawropol.

## Geographie
Stawropol liegt eingebettet zwischen Hügeln und Tälern an den Ausläufern des Nordkaukasus. Die Stadt liegt auf dem 45. Breitengrad, was dem von Mailand oder Lyon entspricht.

### Klima
Stawropol liegt im Bereich von Ostseitenklima (Klimaklassifikation nach Köppen und Geiger: Cfa) im Übergang zu  Ozeanischem Klima (Cfb) und entlang der Nullgrad-Isotherme zu feuchtem, sommerwarmem Kontinentalklima (Dfa/Dfb), mit kurzen, kalten Wintern und heißen Sommern. Der Jahresniederschlag ist mit 560 mm niedrig und hat seine Spitze im Frühsommer.
Weil die Stadt nicht durch hohe Berge vor Kaltluftströmen geschützt ist, kann es in den Wintermonaten sehr kalt werden. Die bisher kälteste Temperatur in Stawropol wurde während der Kältewelle in Europa 2012 mit –28,3 °C am 8. Februar gemessen, während der Hitzerekord bei 39,7 °C am 8. August 2006 liegt.
|                        | Jan  | Feb  | Mär  | Apr  | Mai  | Jun  | Jul  | Aug  | Sep  | Okt  | Nov | Dez  |   |      |
| Mittl. Temperatur (°C) | −2,3 | −2,3 | 2,3  | 9,6  | 14,8 | 19,2 | 22,3 | 21,8 | 16,4 | 10,0 | 3,4 | −0,7 | ⌀ | 9,6  |
| Mittl. Tagesmax. (°C)  | 1,3  | 1,8  | 7,3  | 15,4 | 20,5 | 24,9 | 28,0 | 28,0 | 22,4 | 15,3 | 7,5 | 3,0  | ⌀ | 14,7 |
| Mittl. Tagesmin. (°C)  | −5,1 | −5,3 | −1,1 | 5,1  | 10,0 | 14,5 | 17,1 | 16,5 | 11,8 | 6,4  | 0,6 | −3,4 | ⌀ | 5,6  |
|                        |      |      |      |      |      |      |      |      |      |      |     |      |   |      |
| Niederschlag (mm)      | 29   | 28   | 35   | 45   | 64   | 83   | 58   | 43   | 47   | 49   | 46  | 33   | Σ | 560  |
|                        |      |      |      |      |      |      |      |      |      |      |     |      |   |      |
| Regentage (d)          | 15   | 14   | 15   | 14   | 14   | 13   | 18   | 8    | 10   | 11   | 15  | 16   | Σ | 163  |
|                        |      |      |      |      |      |      |      |      |      |      |     |      |   |      |
| Luftfeuchtigkeit (%)   | 84   | 82   | 78   | 68   | 68   | 66   | 60   | 60   | 68   | 77   | 84  | 84   | ⌀ | 73,2 |

| −5,1 |

| −5,3 |

| −1,1 |

| 5,1 |

| 10,0 |

| 14,5 |

| 17,1 |

| 16,5 |

| 11,8 |

| 6,4 |

| 0,6 |

| −3,4 |

| −5,1 |

| −5,3 |

| −1,1 |

| 5,1 |

| 10,0 |

| 14,5 |

| 17,1 |

| 16,5 |

| 11,8 |

| 6,4 |

| 0,6 |

| −3,4 |

## Geschichte

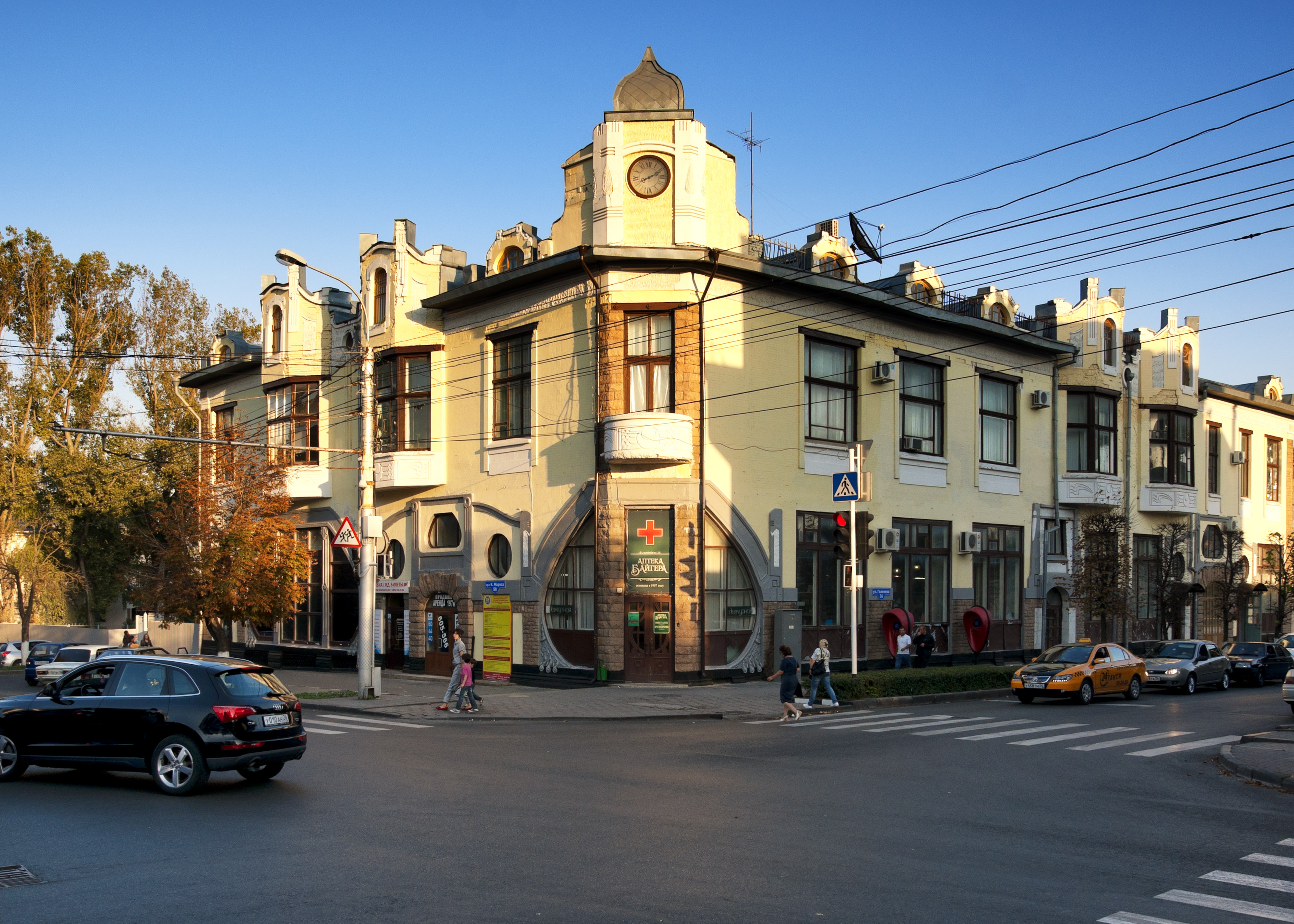
Straßenzüge in Stawropol

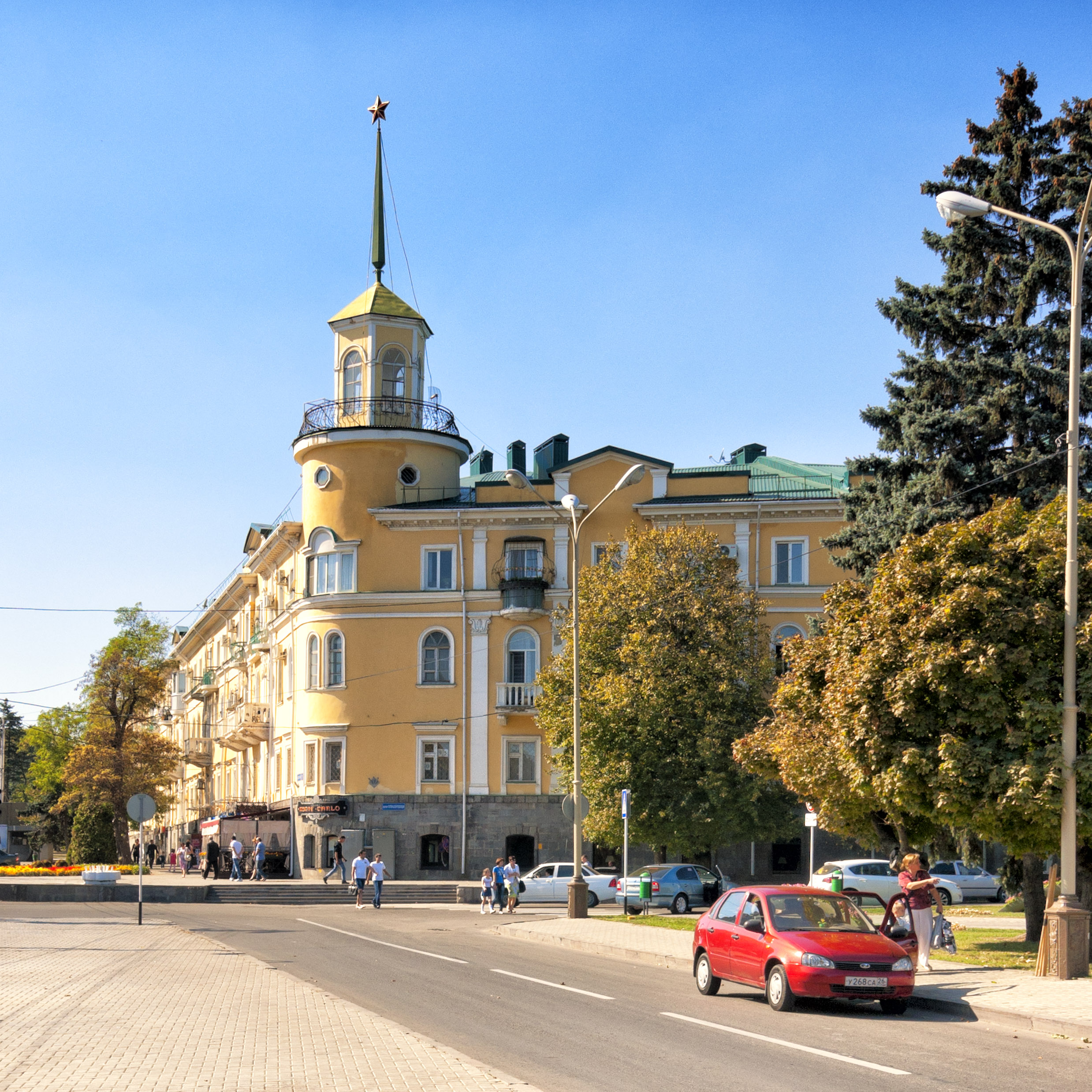
Stadtmitte

Die Stadt wurde 1777 als eine der zehn Festungen zur Bewachung der südlichen Grenzen des Russischen Kaiserreichs gegründet. Der Stadtname geht auf einen Brauch der damaligen Zeit zurück, neuen Städten in Russland griechische Namen zu geben (vgl. etwa Sewastopol, Mariupol). Der Name „Stavropol“ bedeutet Stadt des Kreuzes. Ursprung dieses Namens ist eine Legende, die besagt, dass beim Errichten der Festung ein großes Steinkreuz im Erdreich entdeckt wurde. 1785 erhielt der Ort den Stadtstatus, im Jahre 1847 wurde er Gouvernementshauptstadt. Aufgrund seiner Lage an einem Postweg vom europäischen Teil Russlands in den Kaukasus und der Bedeutung als Militärstützpunkt entwickelte sich die Stadt wirtschaftlich relativ schnell. Ende des 19. Jahrhunderts erhielt Stawropol einen Eisenbahnanschluss.
Im Russischen Bürgerkrieg wechselte die Stadt mehrmals die Seiten und wurde schließlich im Januar 1920 von der Roten Armee erobert. 1935 wurde die Stadt zu Ehren des Marschalls Woroschilow in Woroschilowsk umbenannt, erhielt jedoch acht Jahre später ihren ursprünglichen Namen zurück.
Von August 1942 bis Januar 1943 war die Stadt im Zweiten Weltkrieg von deutschen Truppen besetzt. Zuvor waren ca. 100.000 Bewohner geflohen, so dass die Stadt beim Einmarsch der Deutschen nur noch einige zehntausend Einwohner hatte. Viele Häuser wurden durch Kämpfe im Januar 1943 zerstört, viele weitere auch von der Wehrmacht bei ihrem Rückzug angezündet. Im Frühjahr und Sommer 1943 kehrten viele Bewohner in die Stadt zurück.

## Bevölkerung
Die rund 400.000 Menschen umfassende Bevölkerung Stawropols setzt sich zu fast 89 % aus Russen zusammen. Daneben gibt es in der Stadt eine bedeutende armenische Minderheit (4,5 %) sowie einige tausend Ukrainer, Aserbaidschaner, Griechen, Karatschaier, Lesgier und Tataren.

### Bevölkerungsentwicklung
| Jahr | Einwohner |
| ---- | --------- |
| 1897 | 41.590    |
| 1939 | 85.251    |
| 1959 | 141.023   |
| 1970 | 198.251   |
| 1979 | 258.233   |
| 1989 | 318.298   |
| 2002 | 354.867   |
| 2010 | 398.539   |
| 2017 | 433.577   |

Anmerkung: Volkszählungsdaten

## Fernverkehr
Stawropol ist über die Fernstraße R216 über Elista mit Astrachan verbunden.

## Söhne und Töchter der Stadt
- Michail Timonow (1863–1931), Generalmajor[5]
- Dmitri Chodkewitsch (1865–1941), Generalmajor[6]
- Alexander Dinnik (1876–1950), Ingenieurwissenschaftler
- Oleksandr Hruschewskyj (1877–1943), sowjetisch-ukrainischer Historiker, Literaturhistoriker und Literaturkritiker, Ethnograph und Journalist
- Michail Mjasnikow (1893–1974), Generalmajor[7][8]
- Michail Sjusjumow (1893–1982), Historiker
- Rimma Iwanowa (1894–1915), Krankenschwester & Trägerin des Orden des Heiligen Georg
- Nikolai Filimonow (1897–1986), Wasserbauingenieur und Hochschullehrer
- Aleksander Słuczanowski (1900–1942), polnischer Eishockeyspieler
- Fjodor Sosulja (1907–1964), Admiral[9]
- Dmitri Oskin (1919–2004), Generalleutnant der Luftwaffe
- Juri Potapow (1925–2005), Generaloberst[10][11]
- Boris Tschesnokow (1928–2005), Geologe, Mineraloge und Hochschullehrer
- Arnold Reitsakas (1933–2000), estnischer Computerpionier und Informatiker
- Oleg Sintschenko (1935–2007), Generalleutnant[12]
- Waleri Postnikow (1945–2016), Eishockeytorwart und -trainer
- Sergei Karpow (* 1948), Historiker
- Juri Bunkow (* 1950), experimenteller Festkörperphysiker
- Michail Umansky (1952–2010), deutsch-russischer Schachmeister und 13. Fernschachweltmeister
- Irina Wirganskaja (* 1957), Tochter von Michail Gorbatschow, Vize-Präsidentin der Gorbatschow-Stiftung
- Alexei Schipenko (* 1961), Schriftsteller, Musiker und Schauspieler
- Andrei Akischin (1963–2016), Handballspieler und -trainer[13]
- Dmitri Kusmin (* 1966), russischer und europäischer Politiker
- Sergei Schmatko (1966–2021), Politiker und Unternehmer
- Alexei Drejew (* 1969), Schachspieler
- Lev Gorn (* 1971), russisch-amerikanischer Schauspieler, Fotograf und Künstler
- Anna Archipowa (* 1973), Basketballspielerin
- Igor Lawrow (* 1973), Handballspieler
- Sergey Sokolov (* 1977), aserbaidschanischer Fußballspieler
- Konstantin Igropulo (* 1985), Handballspieler
- Ljubow Lopatina (* 1985), Boxerin[14]
- Marija Abakumowa (* 1986), Speerwerferin
- Jewgenija Koschelnikowa (* 1986), Triathletin
- Anna Bulgakowa (* 1988), Hammerwerferin
- Renat Saidow (* 1988), Judoka[15]
- Svetlana Tsys (* 1989), deutsches Model russischer Herkunft
- Jewgeni Kusnezow (* 1990), Wasserspringer
- Dmitri Polos (* 1991), Fußballspieler
- Swetlana Kossowa (* 1992), Boxerin[16]
- Alexei Gorodowoi (* 1993), Fußballspieler
- Ilja Kutepow (* 1993), Fußballspieler
- Maxim Belogorzew (* 1996), Volleyballspieler
- Nikita Schleicher (* 1998), Wasserspringer
- Matwei Safonow (* 1999), Fußballtorwart
- Daniil Kornjuschin (* 2001), Fußballspieler
- Dmitri Kratkow (* 2002), Fußballspieler

## Sport
Im Fußball ist die Stadt durch den Verein Dynamo Stawropol vertreten.

## Städtepartnerschaften
Stawropol listet folgende zwölf Partnerstädte auf:
| Stadt                                           | Land                | seit |
| ----------------------------------------------- | ------------------- | ---- |
| Béziers                                         | Frankreich          | 1982 |
| Changzhou                                       | Volksrepublik China | 2014 |
| Des Moines                                      | Vereinigte Staaten  | 1992 |
| Elista                                          | Russland            | 2014 |
| Feodossija                                      | Ukraine             | 2002 |
| Jerewan                                         | Armenien            | 2013 |
| Machatschkala                                   | Russland            | 2011 |
| Omsk                                            | Russland            | 2013 |
| Pasardschik                                     | Bulgarien           | 1969 |
| Südöstlicher Verwaltungsbezirk der Stadt Moskau | Russland            | 2010 |
| Wladikawkas                                     | Russland            | 2015 |
| Zhenjiang                                       | Volksrepublik China | 2012 |